# Schneidringverschraubung
Eine Schneidringverschraubung ist eine für höchste Drücke entwickelte flüssigkeitsdichte Verbindungstechnik von Rohren. Die ebenfalls gängige Bezeichnung Ermeto-Verschraubung bezieht sich auf das Unternehmen Ermeto, welches die Verschraubungen in den 1930er Jahren entwickelte.

## Verwendung
Schneidringverschraubungen sind nach ISO 8434 (Teile 1, 2, 3, 6) bzw. DIN 2353 genormt und werden vor allem in der Hydraulik eingesetzt. Die ISO 8434 ist sowohl als DIN EN sowie auch als ÖNORM EN und auch als SN EN eingeführt. Die Bestandteile einer Schneidringverschraubung sind: Überwurfmutter, Klemmkonus und Schneidring. Sie besitzt einen 24°-Dichtkegel, die Mutter hat ein metrisches Gewinde. Die Verschraubungen werden in drei Baureihen – sehr leicht (LL – bis ca. 100 bar), leicht (L – bis ca. 350 bar) und schwer (S – bis ca. 600 bar) hergestellt.
Durch das Anziehen der Überwurfmutter, die innen konisch zuläuft, wird der Schneidring zusammengedrückt, sodass die keilförmige Ringinnenseite in die Rohrwand einschneidet und einen dichten Formschluss herstellt.

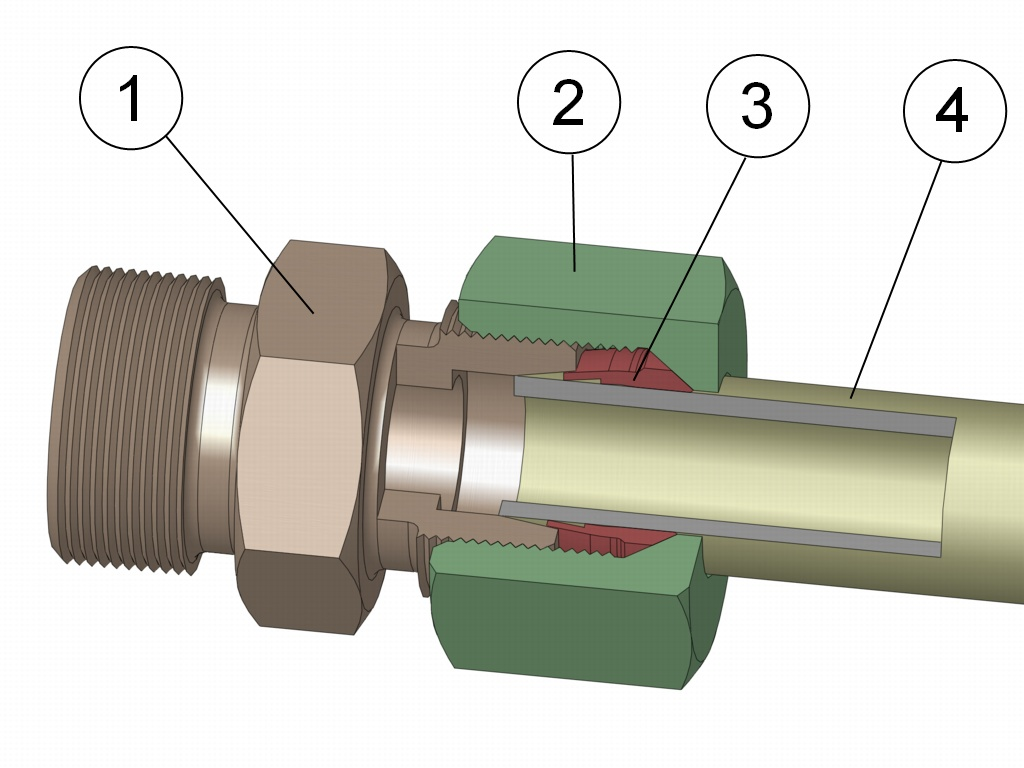
Schneidringverschraubung vor dem Anziehen
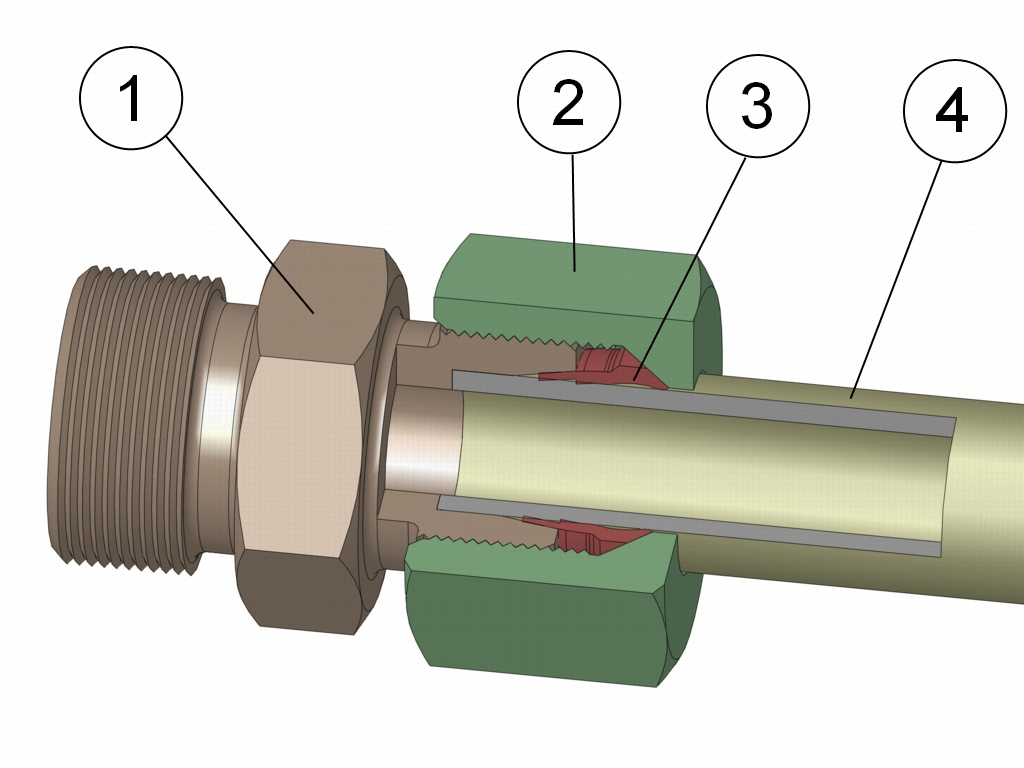
Schneidringverschraubung festgezogen; 1-Gehäuse 2-Überwurfmutter 3-Schneidring 4-Rohr

## Geschichte
Die Geschichte der Schneidringverschraubung begann im Jahr 1929, als der Ingenieur Hans Kreidel ein Patent auf die erste, von ihm entwickelte Schneidringverschraubung erhielt. Zwei Jahre später, 1931, wurde mit der Produktion der Ermeto-(abgeleitet vom griechischen Wort „hermetos“ = abgeschlossen, dicht) Verschraubungen in Zöblitz/Erzgebirge begonnen.
Teil 4 der ISO 8434 wurde im September 2007 in Teil 1 übernommen und anschließend zurückgezogen, Teil 5 wurde durch ISO 19879:2005-08 ersetzt.